# Hamza El Moussaoui
Hamza El Moussaoui (* 7. April 1993 in Fnideq) ist ein marokkanischer Fußballspieler.

## Karriere

### Klub
Er wechselte von Maghreb Tétouan zur Saison 2018/19 für eine Spielzeit zu FAR Rabat. Zur folgenden Spielzeit kehrte er wieder zu Tétouan zurück. Seit der Runde 2021/22 ist er bei RS Berkane aktiv. Mit diesen gewann er in der Saison 2022 den CAF Confederation Cup.

### Nationalmannschaft
Seinen ersten bekannten Einsatz für die marokkanische A-Nationalmannschaft hatte er am 18. Januar 2021 bei einem 1:0-Sieg über Togo während der Afrikanischen Nationenmeisterschaft 2021. Am Ende gewann er mit seinem Team das Turnier, am Ende des Jahres war er auch im Kader der Mannschaft beim FIFA-Arabien-Pokal 2021 vertreten und bekam hier in der Gruppenphase zwei Einsätze. Am Ende schaffte es seine Mannschaft bei diesem Turnier bis ins Viertelfinale.